# Al-Mu'ayyad Ahmad III.
Al-Mu’ayyad Ahmad III. (arabisch المؤيد شهاب الدين أحمد, DMG al-Muʾaiyad Šihāb ad-Dīn Aḥmad) war Sultan der Mamluken in Ägypten im Jahr 1461.
Inals Sohn al-Mu’ayyad Ahmad, der 1461 an die Macht kam, war für dieses Amt genauso wenig geeignet wie schon sein Vater. Er wurde bald von seinem Regenten, dem Griechen Chuschqadam, abgelöst, eingesperrt und erst von Sultan Timurbugha wieder freigelassen.